# Jani Prednik
Jani Prednik, slovenski politik; *  7. april 1987, Slovenj Gradec.
Je aktualni poslanec v Državnem zboru Republike Slovenije in vodja poslanske skupine SD.

## Mladost in izobraževanje
Jani Prednik se je rodil 7. aprila 1987 v Slovenj Gradcu. Po končani Gimnaziji Ravne na Koroškem se je vpisal na študij ekonomije na Ekonomsko-poslovni fakulteti Univerze v Mariboru, kjer je diplomiral leta 2011 in kasneje nadaljeval magistrski študij.

## Politika
Pred je član stranke Socialni demokrati. Med letoma 2013 in 2018 je bil v času mandata ministra Dejana Židana svetovalec v kabinetu ministra na Ministrstvu za kmetijstvo, gozdarstvo in prehrano. Leta 2014 je bil izvoljen za občinskega svetnika v Občini Ravne na Koroškem.
Leta 2018 je bil na listi SD izvoljen za poslanca v Državnem zboru Republike Slovenije. Leta 2020 je na kongresu stranke izzval Tanjo Fajon za mesto predsednika SD. Prejel je 107 glasov delegatov, Fajonova 276. Prednik ji je očital predvsem premalo programa in preveč polaganja pozornosti na Janeza Janšo. Prav tako je okrcal odločitev stranke, tedaj že pod predsedstvom Fajonove, da se vključi v t. i. Koalicijo ustavnega loka.
Ponovno je bil na to mesto izvoljen leta 2022 in po imenovanju Matjaža Hana na ministrsko mesto zasedel položaj vodje poslanske skupine Socialnih demokratov. V tem mandatu je tudi član komisije za poslovnik, komisije za nadzor javnih financ in kolegija predsednice Državnega zbora. Po aferi sodna stavba in umiku Tanje Fajon se je Prednik na izrednem kongresu 13. aprila 2024 ponovno potegoval za mesto predsednika SD. Med štirimi kandidati je prejel tretji najboljši rezultat, 96 glasov delegatov. V drugem krogu glasovanja med Matjažem Hanom in Milanom Brglezom je Prednik podprl slednjega, saj da Han ne predstavlja stare prakse, ki so stranko pripeljale k nizki podpori. Po neizvolitvi na mesto predsednika stranke je Jani Prednik ponudil svoj odstop z mesta vodje poslanske skupine, a ga stranka in novi predsednik Han niso sprejeli.

## Zasebno
Je nogometni sodnik na najvišji listi sodnikov v Sloveniji.